# Eric Bataille
Eric Bataille (Andorra la Vieja, 18 de abril de 1981) es un piloto de motociclismo profesional andorrano, que participó en el Campeonato del Mundo de Motociclismo entre 2000 y 2004.

## Carrera
Debuta en competición nacionales en 1998, y en 1999 comienza a participar en el Campeonato de España de Velocidad y se clasifica en la posición 29º del Europeo de 125. En 2000 debuta en la categoría de 125cc del Mundial, con una wild card con el equipo Queroseno Racing, convirtiéndose en el equipo sustituto de Antinucci Racing, acabando en 24º encima de una Honda. Corre también en 2001 en la misma cilindrada. Corre toda la temporada con el equipo Axo Racing y acaba en la posición 27ª, con un noveno puesto en GP Australia como mejor resultado de la temporada. 
En 2002, disputa el campeonato francés de la categoría Open 250cc y acaba subcampeón por detrás de Héctor Faubel en la misma categoría del campeonato español. Con licencia francesa, corre cinco Grandes Premios de 250cc, de nuevo con una Honda con el equipo BQR, acabando en la posición 34º con un punto. Con el mismo equipo, participa como piloto titular en 2003 y acaba en la 19.ª posición, repetendo el noveno puesto en el Valencia. En 2004, disputa en el GP de Catar anuncia su retirada de la competición.

## Estadísticas de carrera

### Campeonato del Mundo de Motociclismo

#### Carreras por año
(Carreras en negrita indica Pole position, carreras en cursiva indica Vuelta rápida)
| Year | Class | Bike    | 1       | 2       | 3       | 4       | 5       | 6       | 7       | 8       | 9       | 10      | 11      | 12      | 13      | 14      | 15      | 16      | Pts | Pos. |
| ---- | ----- | ------- | ------- | ------- | ------- | ------- | ------- | ------- | ------- | ------- | ------- | ------- | ------- | ------- | ------- | ------- | ------- | ------- | --- | ---- |
| 2000 | 125cc | Honda   | RSA -   | MAL -   | JPN -   | SPA -   | FRA -   | ITA -   | CAT 12  | NED Ret | GBR 21  | GER 11  | CZE -   | POR 16  | VAL Ret | BRA 15  | PAC Ret | AUS 19  | 10  | 24º  |
| 2001 | 125cc | Honda   | JPN Ret | RSA 20  | SPA 20  | FRA 20  | ITA Ret | CAT -   | NED 17  | GBR 19  | GER 20  | CZE 15  | POR Ret | VAL 17  | PAC Ret | AUS 9   | MAL Ret | BRA Ret | 8   | 27º  |
| 2002 | 250cc | Aprilia | JPN -   | RSA -   | SPA 14  | FRA -   | ITA -   | CAT Ret | NED -   | GBR -   | GER -   | CZE -   | POR Ret | BRA Ret | PAC -   | MAL -   | AUS -   | VAL Ret | 2   | 34º  |
| 2003 | 250cc | Honda   | JPN 16  | RSA 13  | SPA 13  | FRA 15  | ITA -   | CAT Ret | NED Ret | GBR Ret | GER Ret | CZE 12  | POR 12  | BRA 10  | PAC Ret | MAL Ret | AUS Ret | VAL 9   | 28  | 19.º |
| 2004 | 250cc | Honda   | RSA Ret | SPA Ret | FRA Ret | ITA Ret | CAT 11  | NED 14  | BRA Ret | GER 14  | GBR -   | CZE Ret | POR 13  | JPN -   | QAT -   | MAL -   | AUS -   | VAL -   | 12  | 24º  |